# Polyethylenrohr

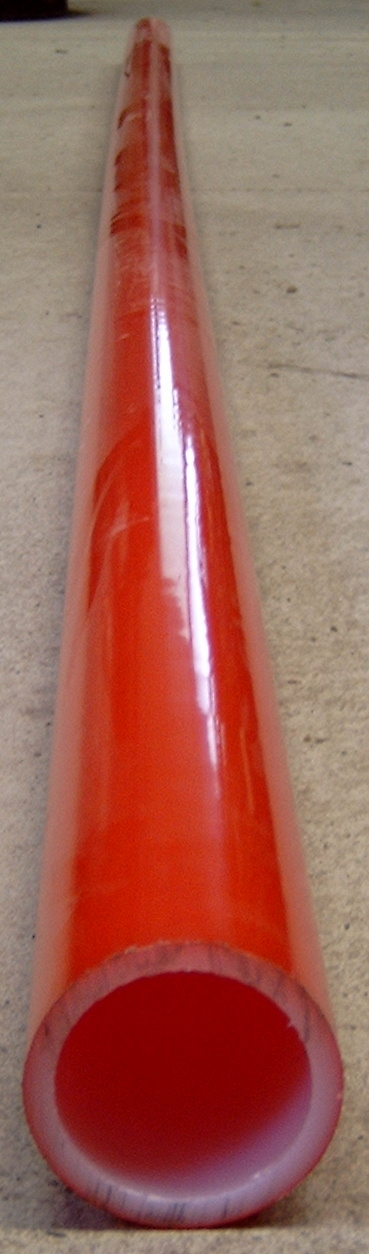
Fabrikneues Rohr aus vernetztem Polyethylen mit Sauerstoff- diffusions- sperrschicht

Polyethylenrohre sind Rohre aus Polyethylen (PE), die seit 1957 vor allem in Rohrleitungssystemen für die Gas-, Wasserversorgung und Abwasserentsorgung eingesetzt werden. Darüber hinaus finden sie in verschiedenen industriellen Bereichen Anwendung. 

## Eigenschaften
Die wichtigsten Eigenschaften sind Korrosionsbeständigkeit, Beständigkeit gegenüber verschiedenen Chemikalien, Rissbeständigkeit, geringes Gewicht und einfache Verbindungstechniken. Darüber hinaus haben Polyethylenrohre eine ausreichende Ringsteifigkeit für erdverlegte Leitungen und trotzdem eine hohe Flexibilität, um sich z. B. Unebenheiten anzupassen. Die hohe Beständigkeit gegen umweltschädliche und aggressive Medien – wie Öle, Säuren und Laugen – hat dazu geführt, dass es auch als Freispiegelleitung verwendet wird. Außerdem ist die Rauheit der Rohrwandung im Vergleich zu der von Stahlrohren gering, wodurch geringe Reibungsverluste im Fluid an der Rohrwandung entstehen und kaum Inkrustationen auftreten. In jüngerer Zeit werden vermehrt Rohrleitungen aus vernetztem Polyethylen (PEX) oder Polyethylen mit erhöhter Temperaturbeständigkeit (PE-RT) angeboten, die für den Dauerbetrieb mit Wasser bei 10 bar Druck und +70 °C Fluidtemperatur ausgelegt sind. Annähernd vergleichbar sind auch Rohre aus Polypropylen (PP). Rohre aus PP weisen eine etwas höhere Temperaturbeständigkeit als PEX auf. Auch Mehrschichtverbundrohre aus PEX und Aluminium sind in Verwendung.
Nachteile von Rohren aus Polyethylen gegenüber z. B. metallischen Rohren sind die geringere Temperaturbeständigkeit, geringere Eigenstabilität z. B. bei der Verlegung auf Stützen und eine geringere Beständigkeit gegenüber Sonnenstrahlung.

## Lebensdauer

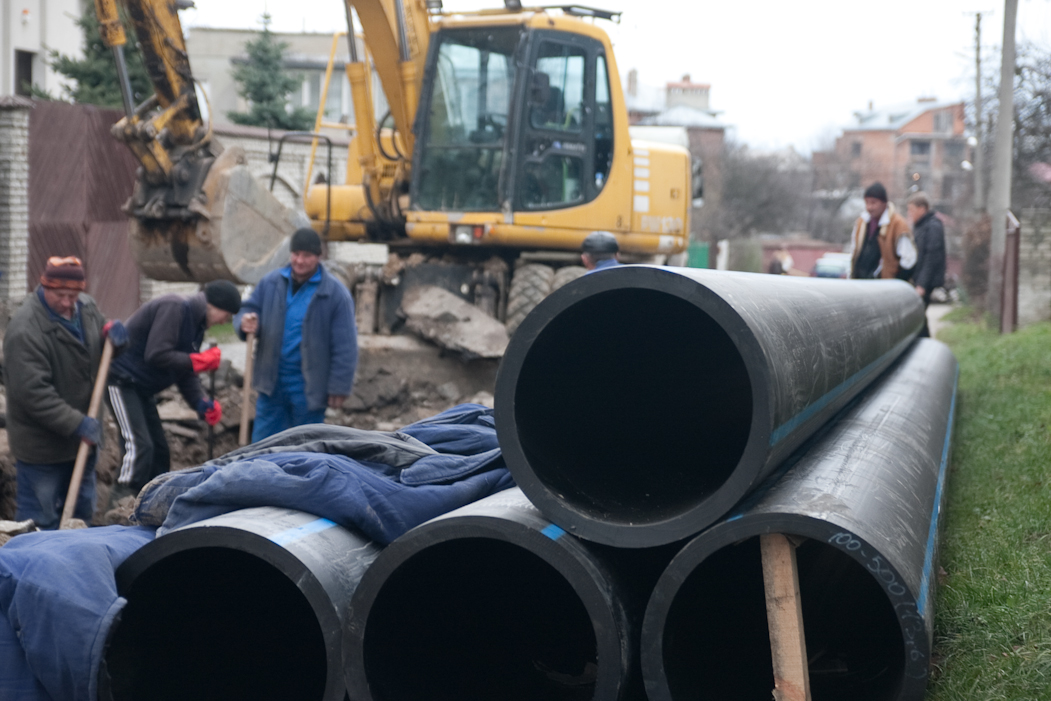
PE-Rohr; vor der Verlegung im Erdreich

Rohre aus PE/PP und ähnlichen Kunststoffmaterialien werden überwiegend für Druckrohrleitungen eingesetzt. Daher ist die Widerstandsfähigkeit gegenüber mechanischer, aber auch thermischer Langzeitbelastung eines der wichtigsten Kriterien für die Gebrauchstauglichkeit. Das klassische Prüfverfahren, um die Langzeiteigenschaften von Rohrwerkstoffen zu beurteilen und um die Lebensdauer vorherzusagen, ist der sogenannte Zeitstandinnendruckversuch. Bei diesem Versuch werden die Standzeiten von Rohren bei unterschiedlichen Drücken und Temperaturen ermittelt, wobei die Druckbeaufschlagung üblicherweise mit Wasser erfolgt. Als Umgebungsmedium dient für PE in der Regel Wasser mit Netzmittel, aber auch Luft wird verwendet. Aus den Daten der Zeitstandinnendruckprüfung kann dann die Lebensdauer bei beliebigen Temperaturen und Belastungen errechnet werden, wobei üblicherweise Rohrsysteme bei Raumtemperatur auf eine Lebensdauer von 50 Jahren ausgelegt werden. Seit einigen Jahren wird jedoch auch immer wieder über eine angestrebte Lebensdauer von bis zu 100 Jahren diskutiert.

## Versagensverhalten

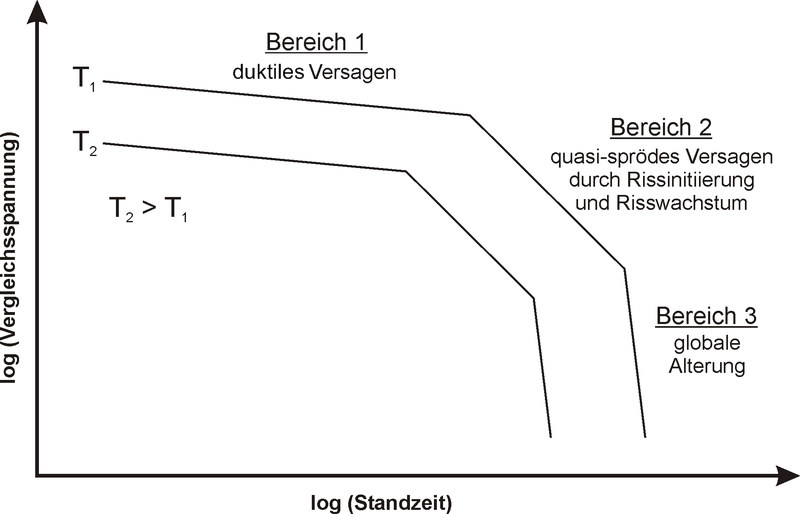
Versagensverhalten von Rohren aus Polyethylen

Beaufschlagt man Rohre aus PE mit Innendruck, kommt es je nach anliegender Vergleichsspannung bzw. Belastungszeit zu unterschiedlich ausgeprägten Versagensmechanismen. Grundsätzlich unterscheidet man drei Versagensformen, die je einem Bereich in der Zeitstandkurve zugeordnet sind. Ob ein Polymer alle drei Kurvenabschnitte oder nur einzelne Bereiche der Zeitstandkurve aufweist, hängt vom Werkstoff selbst sowie von den Prüfbedingungen ab. Weiter ist anzumerken, dass mit steigender Temperatur und gleich bleibender Vergleichsspannung geringere Standzeiten erhalten werden. Das bedeutet, die Kurven verschieben sich nach links bzw. nach unten:
Im Bereich 1 der Zeitstandkurve tritt ein duktiler Verformungsbruch bei hohen Innendrücken nach relativ kurzen Zeiten auf. Dieser Bereich wird vor allem durch die Streckspannung des Werkstoffes beeinflusst und Versagen tritt üblicherweise an der kleinsten Wandstärke des Rohres bzw. an Fehlstellen auf.
Im Bereich 2 bei etwas geringeren Drücken ergeben sich bereits wesentlich längere Standzeiten. Das Versagen erfolgt durch Rissinitiierung gefolgt von langsamem Risswachstum und ist gekennzeichnet durch spröde Brüche und geringe Verformungen. Ausgangspunkt dieser Bruchvorgänge sind meist mikroskopische Fehlstellen und Defekte nahe der Rohrinnenseite, an denen Risse initiiert werden. Diese Risse wachsen dann von der Rohrinnenwand bis zur Außenoberfläche des Rohres, bis Versagen auftritt.
Im Bereich 3 tritt bei vergleichsweise niedrigen Drücken und nach sehr langen Zeiten alterungsbedingtes Versagen ein. Zu diesem Zeitpunkt ist die chemische Alterung der Polymere bereits so weit fortgeschritten, dass es zur Bildung von vielen Rissen kommt. Zu diesem Zeitpunkt genügen schon geringe Belastungen, um einen Bruch hervorzurufen, und die Versagenszeit ist nahezu unabhängig vom Innendruck.

## Rohrverbindung
Besonderer Vorteil ist die Rohrverbindung. Neben der Verbindung mittels Steckmuffe kann ein Polyethylenrohr (nur PE und PE-RT, kein PEX) auch geschweißt werden. So entsteht eine stoffschlüssige Verbindung, was besonders für umweltschädliche Medien – wie belastetes Schmutzwasser – von Vorteil ist.
Das Schweißen geschieht unter anderem mittels eines Schweißspiegels. Die Rohrenden werden mit einer aufgeheizten Metallplatte in den thermoplastischen Zustand gebracht. Wenn nun die Rohrenden zusammengepresst werden, verknäueln sich die Werkstoffketten miteinander und die Schweißverbindung entsteht.
Eine weitere Möglichkeit ist die Nutzung der sogenannten Heizwendel-Schweißmuffen. In diese Muffe werden die behandelten Rohrenden eingeführt, danach werden die Schweißmuffen an einen Universalschweißautomaten angeschlossen und mit einer Spannung von max. 48 Volt versorgt. Durch die Erwärmung der Heizwendel wird die Verbindung zwischen Rohr und Schweißmuffe kontrolliert in den thermoplastischen Zustand versetzt. Es entsteht eine dauerhafte und kraftschlüssige Verbindung. 
Speziell für die nicht schweißbaren PEX-Rohre existieren Verbindungssysteme, zu deren Montage das Rohr leicht aufgeweitet und dann sofort die Verbindung eingeschoben wird. Das geweitete PEX-Rohr zieht sich erst mit einer Verzögerung wieder um die Verbindung zusammen, wodurch ein kraftschlüssiger Verbund entsteht.
Weiterhin besteht die Möglichkeit, Klemmfittings einzusetzen. Bei diesem Verfahren werden die Rohrenden in einen Klemmfitting eingesteckt und verschraubt. Das Anziehen der Überwurfmuttern bildet durch die integrierte Dichtmechanik eine längskraftschlüssige und dauerhaft dichte Verbindung.